# Chanoekia

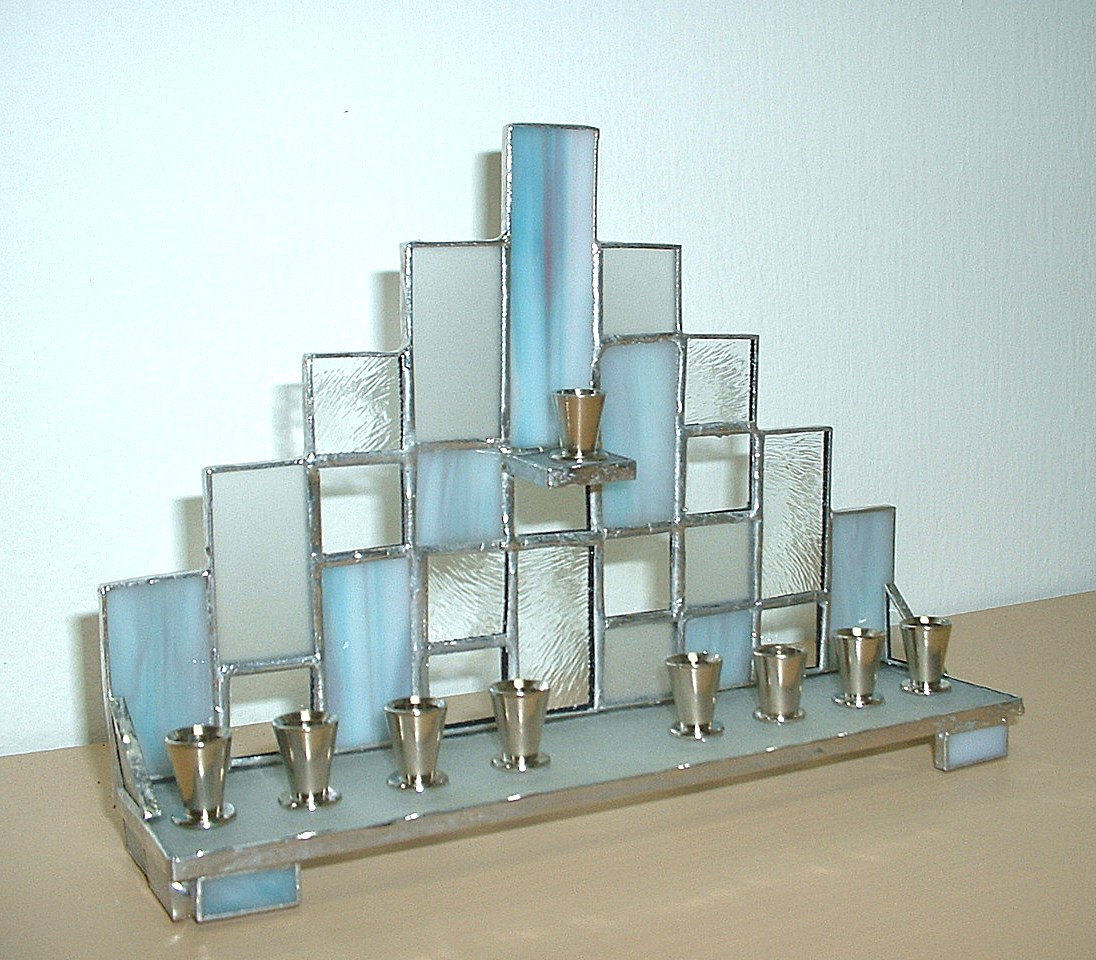
Chanoekia.

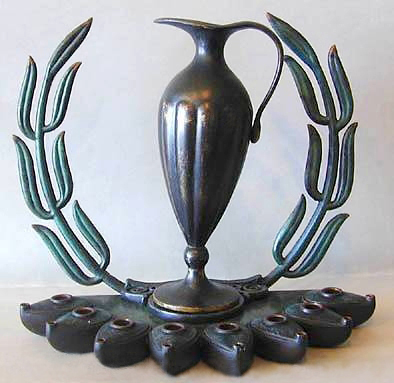
Pal-Bell Menora, 1948, Maurice Ascalon

De chanoekia (Hebreeuws: חַנֻכִּיָּה) is de negenarmige kandelaber die bij het joodse feest Chanoeka wordt gebruikt.
Tijdens de eerste nacht van het feest wordt één kaars ontstoken, tijdens de tweede nacht twee, enz. tot en met de achtste nacht. De negende kaars, sjammes (Jiddisch) of sjamasj (Hebreeuws) genoemd, is de "dienaarkaars" die gebruikt wordt om de andere acht kaarsen te ontsteken en als lichtbron in het algemeen, daar het licht van de andere kaarsen traditioneel niet voor verlichtingsdoeleinden gebruikt mag worden.
Volgens een laat-antieke legende herdenkt men met Chanoeka de overwinning van de Makkabeeën op het superieure Seleucidische leger. Daarnaast bericht de Talmoed over een wonder tijdens de herinwijding van de Tempel door de Makkabeeën: er werd maar genoeg olie gevonden om de menora een nacht te laten branden, maar ze brandde desalniettemin acht nachten lang. (Voordat de kaars gemeengoed werd gebruikte men olijfolie als brandstof.)
De naam "chanoekia" is een recente ontwikkeling in de Hebreeuwse taal, ontstaan in de 20e eeuw. In principe is het een speciaal soort menora voor de chanoekaviering, naar de vorm beschreven in Exodus 25:31-40, met dit verschil van de gangbare menora (strikt gezien Hebreeuws voor lamp) dat de schacht acht zijarmen in plaats van zes heeft. Er bestaan echter ook andere vormen. Moderne kunstenaars hebben vormen ontworpen die geen relatie hebben met de menora-vorm. In het Joods Museum in Amsterdam zijn er enkele te zien.
De chanoekia moet geschikt zijn om er Chanoeka mee te vieren. Dat betekent dat er 8 kaarsjes in gebrand moeten kunnen worden, plus 1 (de sjamasj), dat zich door de plaatsing enigszins onderscheidt. Het aantal kaarsjes dat nodig is voor de chanoekaviering bedraagt: 2 (1e avond) plus 3 (2e avond) plus ... plus 9 (8e avond). Dat is (volgens de formule voor een rekenkundige reeks){\displaystyle (1/2)*8*(2+9)=44}. Er worden doosjes verkocht met 45 kaarsjes, 1 extra voor de zekerheid.
In plaats van kaarsen worden ook wel olielampen gebruikt.